# Namps-Maisnil
Namps-Maisnil là một xã ở tỉnh Somme, vùng Hauts-de-France, Pháp.
Thị trấn được lập năm 1972 thông qua việc hợp nhất 4 xã Namps-au-Mont, Namps-au-Val, Rumaisnil và Taisnil. Xung quanh khu vực này là rừng bao bọc. Xã này tọa lạc tại giao lộ của các đường D169, D61 và đường D38, khoảng 9 dặm Anh về phía tây nam của Amiens.

## Dân số
| 1962                                                         | 1968 | 1975 | 1982 | 1990 | 1999 |
| ------------------------------------------------------------ | ---- | ---- | ---- | ---- | ---- |
| 766                                                          | 818  | 836  | 890  | 970  | 1002 |
| Số liệu điều tra dân số từ năm 1962, dân số không tính trùng |      |      |      |      |      |

## Địa điểm nổi bật
- Đài tưởng niệm chiến tranh ở Taisnil

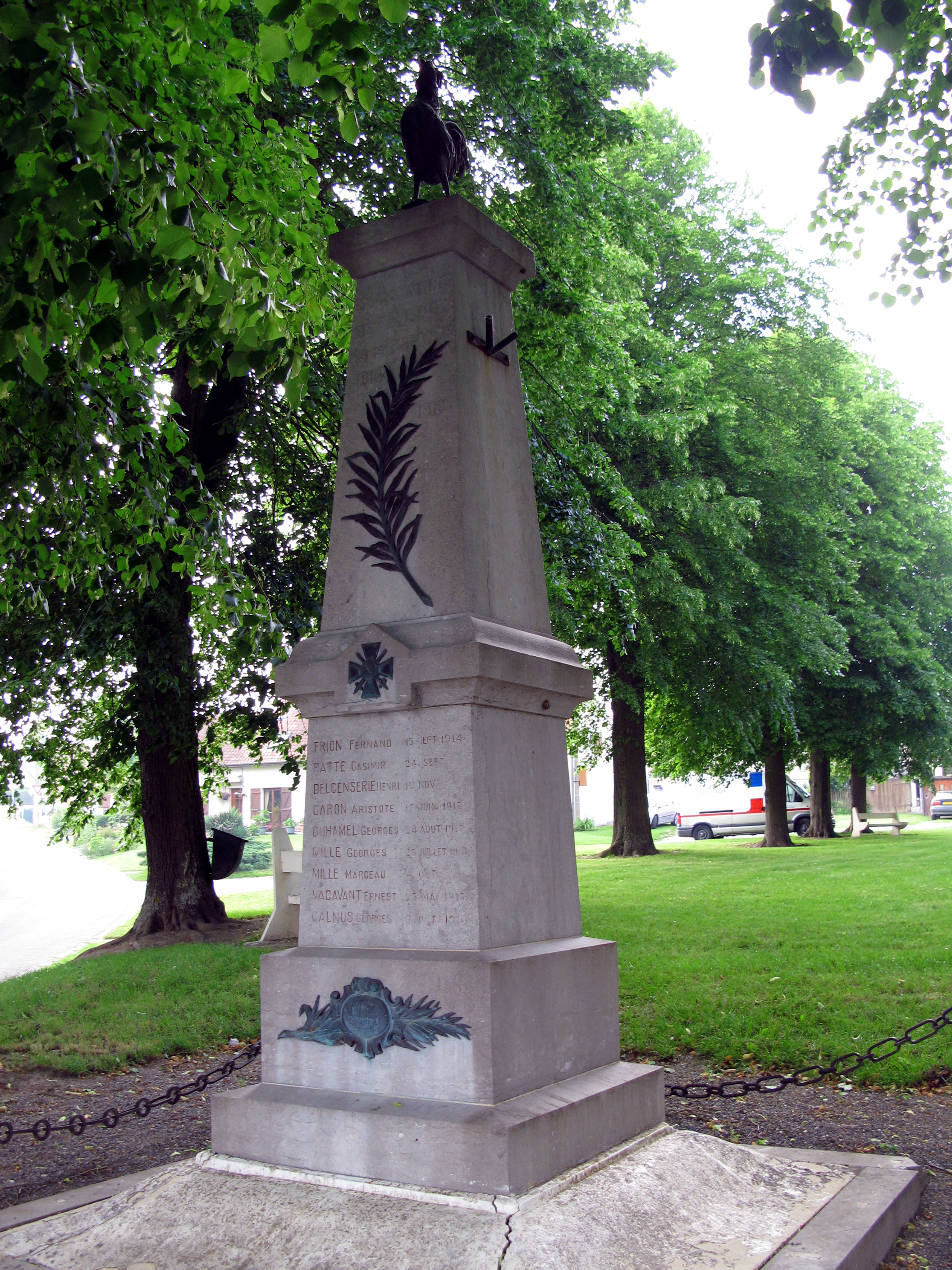
Đài tượng niệm chiến tranh Taisnil

- Nhà thờ ở Namps-au-Val
- Lâu đài Namps-au-Mont